# Pham Minh Chinh
Phạm Minh Chính (Thanh Hóa, 10 december 1958) is een Vietnamese politicus en sinds 2021 premier van Vietnam.
Hij studeerde economisch management in Hanoi en trad in 1986 toe tot de Communistische Partij van Vietnam. Op 5 april 2021 werd hij benoemd tot minister-president van Vietnam.